# Concurso Internacional de Tenis - San Sebastián 2011
Il Concurso Internacional de Tenis - San Sebastián 2011 è stato un torneo professionistico di tennis maschile giocato sulla terra rossa. È stata la 4ª edizione del torneo, facente parte dell'ATP Challenger Tour nell'ambito dell'ATP Challenger Tour 2011. Si è giocato a San Sebastián in Spagna dal 15 al 21 agosto 2011.

## Partecipanti

### Teste di serie
| Nazionalità | Giocatore             | Ranking* | Testa di serie |
| ----------- | --------------------- | -------- | -------------- |
| Spagna      | Albert Ramos Viñolas  | 72       | 1              |
| Spagna      | Pere Riba             | 75       | 2              |
| Spagna      | Daniel Gimeno Traver  | 94       | 3              |
| Paesi Bassi | Thiemo de Bakker      | 107      | 4              |
| Francia     | Benoît Paire          | 119      | 5              |
| Francia     | Augustin Gensse       | 147      | 6              |
| Spagna      | Guillermo Olaso       | 167      | 7              |
| Spagna      | Roberto Bautista Agut | 182      | 8              |

- 1 Ranking all'8 agosto 2011.

### Altri partecipanti
Giocatori che hanno ricevuto una wild card:
- Albert Alcaraz Ivorra
- Iñigo Cervantes-Huegun
- Juan Lizariturry
- Gianni Mina

Giocatori che sono passati dalle qualificazioni:
- Gorka Fraile
- Carlos Gómez-Herrera
- Miguel Ángel López Jaén
- Pedro Sousa

## Campioni

### Singolare
Albert Ramos Viñolas ha battuto in finale  Pere Riba con il punteggio di 6–1, 6–2

### Doppio
Stefano Ianni /  Simone Vagnozzi hanno battuto in finale  Daniel Gimeno Traver /  Israel Sevilla con il punteggio di 6–3, 6–4